# Filipe Próspero, Príncipe das Astúrias
Filipe Próspero de Áustria (28 de novembro de 1657 - 1 de novembro de 1661), foi o primeiro filho do rei Filipe IV de Espanha e Maria Ana da Áustria.  Filipe IV não tinha herdeiro masculino desde a morte de Baltasar Carlos, filho de sua primeira esposa, Isabel da França, onze anos antes, e à medida que a força da Espanha continuava a diminuir, a questão da sucessão se tornara uma questão de oração fervorosa e ansiosa.

## Nascimento
Após o falecimento precoce de Baltasar Carlos, Filipe ficou com sua filha Maria Teresa como herdeira presuntiva. No início de 1657, os astrólogos garantiram a Filipe que outro filho nasceria para ele e que seria um menino que viveria. Católico rigoroso e devoto, Filipe IV comeu apenas ovos no primeiro dia da Vigília da Apresentação da Virgem Maria, na esperança de que sua esposa realmente tenha um filho do sexo masculino. De fato, às 11:30 da manhã de 28 de novembro do mesmo ano, Maria Ana da Áustria deu à luz um filho. Ela logo ficou doente de infecção puerperal, mas ninguém parecia se importar; todos estavam se regozijando com o nascimento de um herdeiro masculino.

## Batismo
Seguindo o costume do catolicismo, o bebê foi chamado apenas "o príncipe" até seu batismo. Os astrólogos previram nada além de grandeza para o seu futuro, enquanto Filipe ainda não tinha certeza de que não havia agradecido a Deus o suficiente por essa imensa alegria. Em uma carta a sua amiga Maria de Jesus de Ágreda, ele escreveu que "o bebê recém-nascido está indo bem", mas também fez uma referência à memória amarga da morte de seu filho mais velho. Em 6 de dezembro de 1657, Filipe montou nas ruas decoradas de Madrid, onde os preparativos para o batismo do príncipe estavam quase prontos: danças, máscaras e música cumprimentavam o rei. 
O batismo ocorreu exatamente uma semana depois, em 13 de dezembro, realizado pelo arcebispo de Toledo. A água benta foi trazida do rio Jordão por alguns frades que haviam retornado recentemente da Jordânia. O mesmo Barrionuevo escreveu que "o príncipe gritou lascivamente quando foi batizado e, atraído pela voz alta e ressonante, o rei, que olhava através das venezianas, exclamou: "Ah! Isso soa bem; a casa cheira bem. homem agora". O batismo custou a Filipe 600.000 ducados.

## Herdeiro do trono
O nascimento de Filipe Próspero foi recebido com muita alegria, não apenas por causa do sexo da criança, mas também porque acabou com várias brigas dinásticas que aconteceriam após o casamento de suas filhas (como Filipe não tinha filho, os maridos de suas filhas provavelmente, luta sobre qual seria o sucesso do trono espanhol). Assim, em 1658, Filipe Próspero foi empossado como herdeiro de seu pai e príncipe das Astúrias. No entanto, ele não gozava de boa saúde e constantemente tinha que carregar um amuleto, um amuleto que está presente na pintura de Velázquez.
Em 1659, os primeiros ministros da França e da Espanha estavam negociando o fim das hostilidades de seus países por dois anos; agora que a Espanha tinha um herdeiro masculino, ela poderia concordar em consolidar a paz casando a filha mais velha do rei Maria Teresa com o rei francês Luís XIV. O resultado das negociações foi o Tratado dos Pirenéus, que estabeleceu a França como o novo poder dominante da Europa.

## Retrato

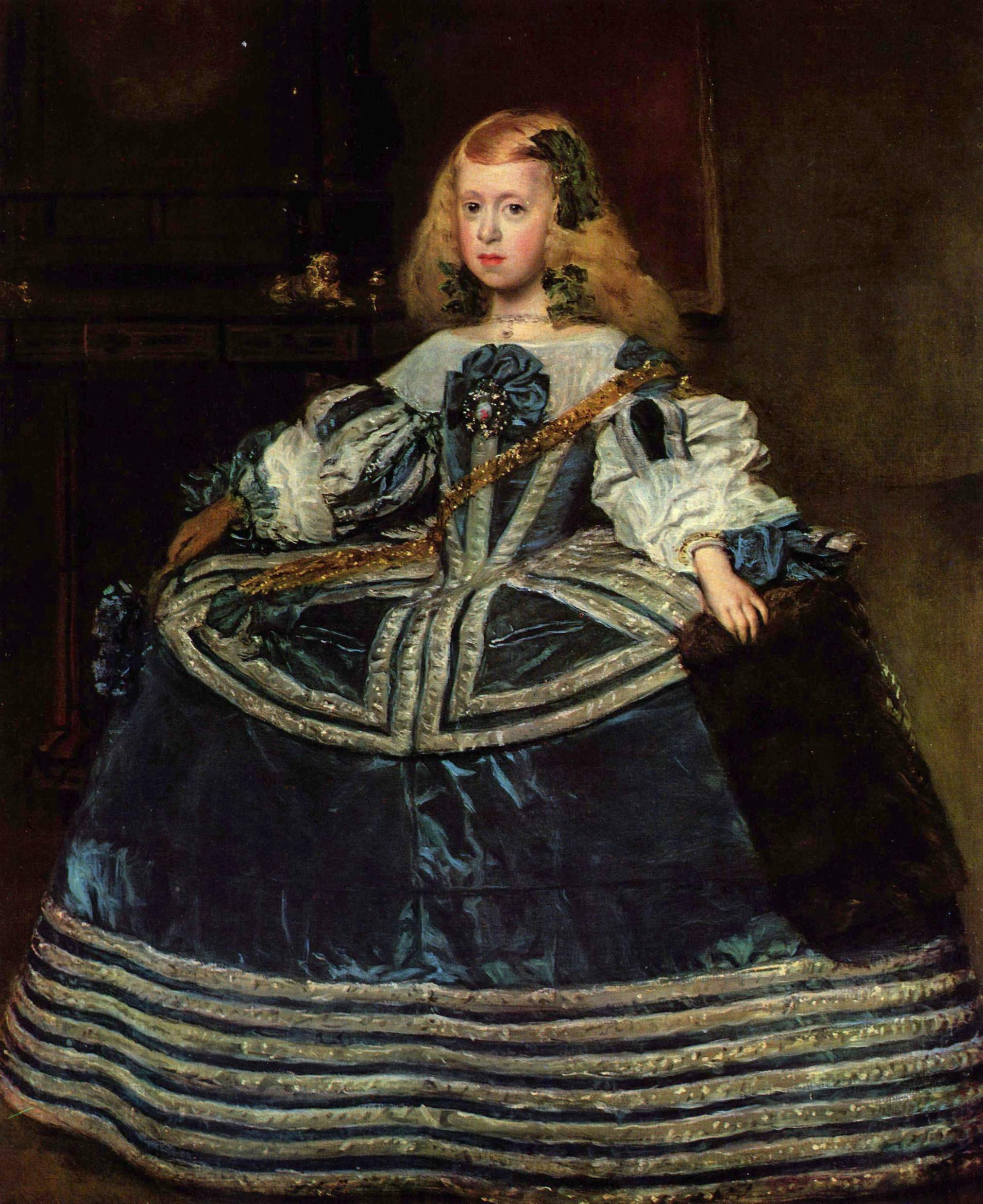
Retrato da Infanta Margarida Teresa por Velázquez

O primeiro retrato de Filipe Próspero a chegar até nós foi pintado por Velázquez em 1659, ano em que Filipe sentiu que poderia concordar com segurança com os termos do tratado com a França. Esse retrato e um de Margarida Teresa foram feitos naquele ano para o imperador Leopoldo I, irmão da mãe e futuro marido de Margarida. Na pintura, o príncipe parece ter cerca de três anos. Ele está diante de um rico fundo preto, cuja escuridão se repete em seus olhos. Seu pulso repousa sobre as costas de uma cadeira do tamanho de uma criança, na qual repousa um spaniel igualmente mole e satisfeito. (Essa é uma pose e um figurino tradicionais, apesar de Velázquez ter pintado sua irmã e, anos antes, seu meio-irmão Baltasar Carlos com suas mãozinhas comandantes, colocadas planas e firmes, sem balançar).
Na descrição honesta de Velázquez, os olhos do bebê têm um leve vazio cinza-azul-marrom ao redor deles. Seu rosto e mãos luminosos e sua bata branca de musselina são acentuados pelo vermelho quente de seu vestido e são um brilho contra as cores suaves e sombrias do fundo. Mas a pintura admite diretamente a saúde precária do menino: de cordas cruzando o peito e a cintura, penduram sinos de metal e pelo menos dois amuletos de proteção, um cornicello e, no cordão do ombro esquerdo, um objeto preto, provavelmente uma mão de figo esculpida em jato. Por outro lado, quase trinta anos antes, Velázquez pintou um robusto Baltasar Carlos aos dois ou três anos de idade, com bastão, espada, faixa exuberante e chapéu emplumado. Este não é um quadro político, mas mostra que as esperanças impossíveis de uma nação dependem de um espírito pouco vacilante, que depende da sorte e do destino.

## Morte
Filipe Próspero estava doente há algum tempo antes de sua morte em novembro de 1661. Ele sofria de epilepsia e ficava doente com frequência, provavelmente devido a um sistema imunológico muito defeituoso por gerações de consanguinidade. O rei até levou as relíquias de São Diego de Alcalá ao palácio, na esperança de curar seu herdeiro. Em 1 de novembro de 1661, ele morreu após um ataque epilético grave. Cinco dias depois, o filho mais novo de Filipe e o último filho, Infante Carlos, nasceu. Ele subiu ao trono em 1665, após a morte de Filipe IV. Filipe se considerou indiretamente responsável pela morte de seu filho.